# Por cesárea
Por cesárea es el segundo álbum del cantante argentino Dillom. Fue lanzado el 26 de abril de 2024 a través de Bohemian Groove, su propio sello, en formato streaming y descarga digital.
El álbum cuenta con dos colaboraciones: con Andrés Calamaro, en la canción «Mi peor enemigo», y con Lali, en «La carie». Sus letras hacen referencias y usan samples de artistas como el mismo Andrés Calamaro, María Elena Walsh, Beastie Boys, Miranda!, Kanye West, Arrested Development y Jay-Z, entre otros.
Fue descrito como «la historia de un personaje profundamente perturbado que nos cuenta sus pensamientos más intrusivos y tóxicos, que lo llevan a tomar las peores decisiones« y como «un universo oscuro y tenebroso, pero con muchos momentos de luz y desconcierto del bueno».

## Antecedentes
El primer álbum de Dillom, Post mortem, lo lanzó a la fama y lo llevó a hacer giras por todo el país y presencia en festivales nacionales e internacionales, incluyendo recitales en Argentina y otros países de Latinoamérica y Europa. 
Hasta el lanzamiento de «Por cesárea», experimentó con géneros nuevos, como el punk («Latas», con K4, y «Ola de suicidios»), el indie pop («Dos», con Miranda!), el rap rock («Cabezas cromadas», con Wos) y el rock alternativo («Me siento solo», con Juan López), entre otros estilos.
Unos meses antes del lanzamiento, Dillom se expresó políticamente en el Cosquín Rock 2024, cuando dedicó acusativamente un fragmento de la canción Sr. Cobranza al ministro de Economía argentino Luis Caputo. La canción «Buenos tiempos» de este álbum retoma la crítica a la derecha argentina con un juego de palabras en el verso «El día que muera moriré en mi ley» (por el nombre del presidente, Javier Milei); canción que también hace alusión al macrismo.

## Música y letras
El álbum trata temas como el abuso de sustancias, el trauma infantil, el suicidio y la violencia de género, entre otros. Al igual que su álbum anterior, cuenta con una estética lírica y visual basada en imágenes de terror, descrito como «aterrador, crudo y visceral».
El nombre del álbum refiere a la idea de «nacer con un trauma», según el cantante. Además, refiere al vínculo materno y el complejo de Edipo. A lo largo de las canciones, a modo de álbum conceptual, la temática de los traumas y la relación con las demás personas se plasma en las letras y el tono oscuro de su música.
Su estilo fue comparado al de artistas como Kanye West, Pescado Rabioso, Ramones, Kurt Cobain, Nine Inch Nails, Billie Eilish, The Strokes, Roger Waters, Charly García, Bee Gees y Pixies. Dillom reconoció la influencia de Eminem, Kendrick Lamar, Blur, The Stooges y Minor Threat como inspiración.

## Recepción

### Comentarios de la crítica
Sebastián Chaves de La Nación, le concedió al álbum una calificación de «excelente»; y lo describió como «uno de los relatos más sórdidos de la música argentina en, al menos, el último lustro. Y también uno de los lanzamientos más destacados del año».
| Publicación              | Reconocimiento                                | Posición | Ref.   |
| ------------------------ | --------------------------------------------- | -------- | ------ |
| Rolling Stone            | Los 50 mejores álbumes latinos del 2024       | 9        | [ 10 ] |
| Rolling Stone en Español | Los grandes álbumes en español de 2024        | 17       | [ 11 ] |
| Billboard Argentina      | Los álbumes argentinos más destacados del año | 1        | [ 12 ] |
| Mondosonoro              | Los mejores discos internacionales de 2024    | 19       | [ 13 ] |
| Indie Hoy                | Los 50 mejores discos de 2024                 | 2        | [ 14 ] |
| Indie Club               | Los 20 discos del 2024                        | 1        | [ 15 ] |
| Rolling Stone Argentina  | Los 15 mejores discos nacionales de 2024      | 1        | [ 16 ] |

### Desempeño comercial
El álbum debutó en el Top 10 Global de Spotify. También se posicionó 3.º en el Top de Álbumes en Spotify Argentina y cinco de sus canciones entraron al Argentina Hot 100 de Billboard.

## Posicionamiento en listas
| País (Lista 2024)   | Posición más alta |
| ------------------- | ----------------- |
| España (PROMUSICAE) | 83                |

## Lista de canciones
Tracklist de Por cesárea.

Todas las letras escritas por Dillom, Fermín Ugarte, Franco Dolzani, Juan Gabriel López, Lucas Solovera Araya y Lamadrid.
| N.º   | Título                                  | Duración |  |
| 1.    | «Últimamente»                           | 3:26     |  |
| 2.    | «La novia de mi amigo»                  | 3:25     |  |
| 3.    | «Cirugía»                               | 3:37     |  |
| 4.    | «Mi peor enemigo» (con Andrés Calamaro) | 3:58     |  |
| 5.    | «(Mentiras Piadosas)» (Interludio)      | 1:17     |  |
| 6.    | «La carie» (con Lali)                   | 2:40     |  |
| 7.    | «Buenos tiempos»                        | 3:04     |  |
| 8.    | «Muñecas»                               | 2:15     |  |
| 9.    | «(Irreversible)» (Interludio)           | 3:01     |  |
| 10.   | «Coyote»                                | 1:49     |  |
| 11.   | «Reiki y yoga»                          | 3:14     |  |
| 12.   | «Ciudad de la Paz»                      | 3:48     |  |
| 35:00 |                                         |          |  |

## Créditos y personal
- Dillom – voz, composición y producción
- Fermín – bajo, guitarra, sintetizador, composición y producción
- Luis La Madrid – composición y producción
- Ignacio Haye – batería y percusiones
- Giuiliano de Tomatis – guitarra
- Franco Dolzani – guitarra, piano, sintetizador
- Iván Cetkovich – piano, sintetizador
- Santiago de Simone – mezcla
- Andrés Calamaro – voz en "Mi peor enemigo"
- Lali – voz en "La carie"